# コルラ市

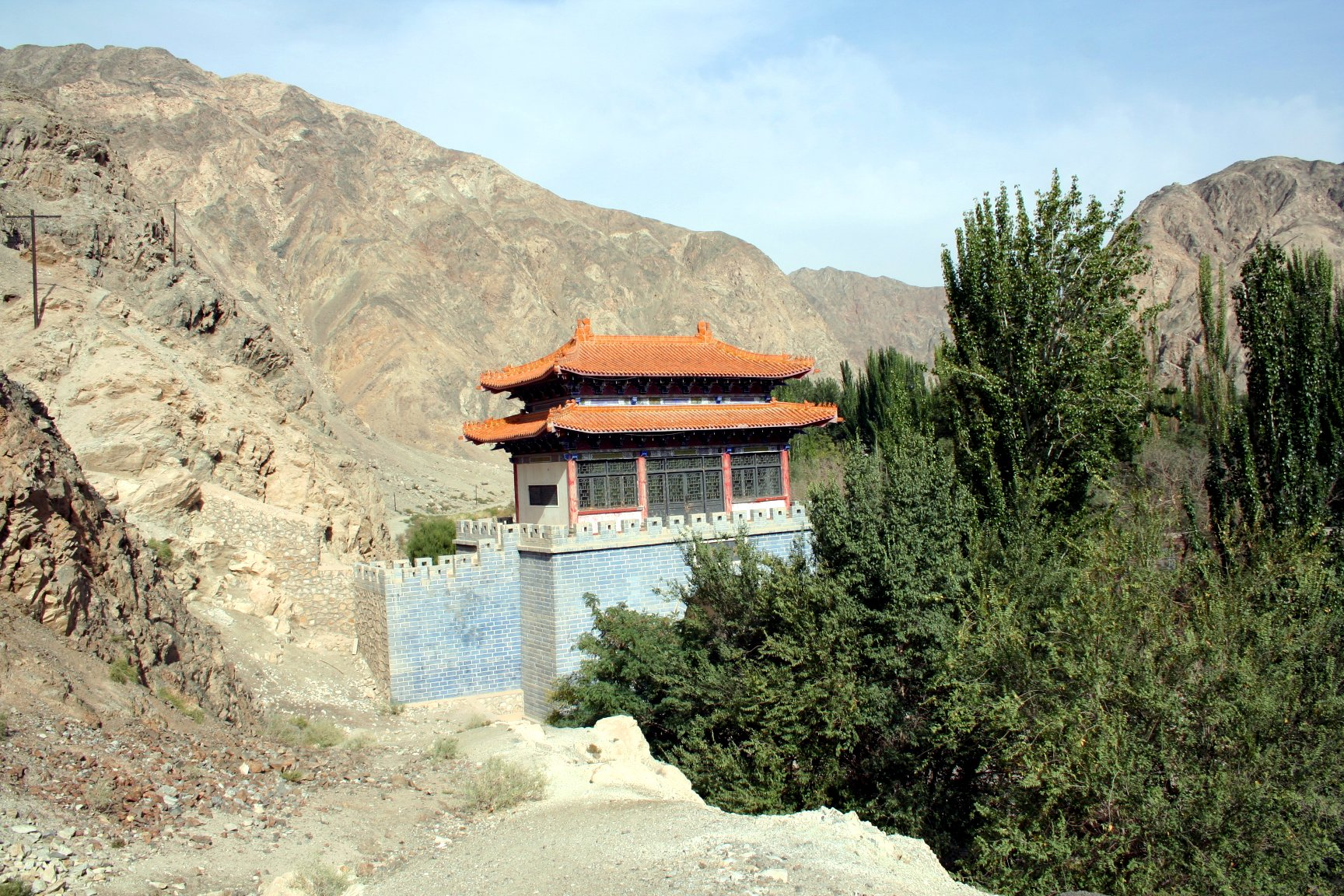
鉄門関

コルラ市（コルラし、ウイグル語：كورلا شەھىرى　転写：Korla shehiri）は、中華人民共和国新疆ウイグル自治区バインゴリン・モンゴル自治州に位置する県級市で、同自治州の首府である。人口では、新疆ウイグル自治区でウルムチ市に次ぐ第二の都市。 
古来シルクロードのオアシス都市として栄えたが、近年はタリム油田の開発基地として発展している。
人口のうち漢族が約70％を占める。市名はウイグル語で「眺め」を意味する。コルラ香梨という梨を盛産するので、梨城の名もある。

## 地理
タリム盆地の東北縁辺に位置し、南はタクラマカン砂漠である。域内を孔雀河が流れる。

## 歴史
古代西域36国の一である渠犁国で、漢代には西域都護府に属した。北魏には柳驢城と呼ばれ、その後突厥の支配下に入ったが、648年に唐に占領され、焉耆都督府の属地となった。その後しばしば吐蕃に占領され、840年ウイグルが西遷してこの地に定住した。さらに西遼、チャガタイ・ハン国、ジュンガル王国などに属し、1758年に清の新疆となった。
1939年にコルラ県が成立し、新中国成立後、1960年にバインゴリン・モンゴル自治州政府の所在地となった。
1979年にコルラ市が設置され、1984年にコルラ市・コルラ県が合併した。

## 行政区画
7コチャ・バシカルミス（街道）、3バズィリ（鎮）、9郷を管轄：
- 街道弁事処
  - イッティパク・コチャ・バシカルミス（団結街道）
  - サイバグ・コチャ・バシカルミス（薩依巴格街道）
  - テングリタグ・コチャ・バシカルミス（天山街道）
  - イェンギシェヘル・コチャ・バシカルミス（新城街道）
  - クルルシ・コチャ・バシカルミス（建設街道）
  - 朝陽街道
  - 梨香街道
- バズィリ（鎮）
  - タシデン・バズィリ（塔什店鎮）
  - 上戸鎮
  - シニル・バズィリ（西尼爾鎮）
- 郷
  - テキチ郷（鉄克其郷）
  - チャルバグ郷（恰爾巴格郷）
  - イェンギシェヘル郷（インシャル郷、英下郷）
  - レンゲル郷（蘭干郷）
  - コシェリク郷（和什力克郷）
  - カラ・ユルグン郷（哈拉玉宮郷）
  - アワト郷（阿瓦提郷）
  - トウルチ郷（托布力其郷）
  - 普恵郷
- 園芸場、農場、牛場、牧場 
  - チェルチ（庫爾楚）園芸場
  - 包頭湖農場
  - 普恵農場
  - アワト（巴州阿瓦提）農場
  - 巴州沙依東園芸場
  - 巴州奶牛場
  - 普恵牧場
  - 経済牧場
  - 良種場

## 経済
タリム盆地は全中国の四大天然ガス田、六大油田に数えられるタリム油田を有する。コルラはこれら天然資源開発基地であり、また石油天然ガス関連の産業が勃興している。「新疆のサウジアラビア」を目指して開発が猛スピードで進んでおり、南疆鉄道開通以後はその開発に拍車がかかっている。1999年の南疆鉄道のカシュガル延伸とともに折からの西部大開発により、近代都市として発展する一方、漢民族の大量流入が問題となっている。

## 交通
- 南疆線 コルラ駅
- G218国道
- G314国道

## 参照項目
- 鉄門関 (コルラ市)

## 外部サイト
座標: 北緯41度43分33秒 東経86度10分29秒 / 北緯41.7259度 東経86.1746度
- コルラ市公式サイト
- 上空から眺めた緑豊かなコルラ市　新疆：４ページ（人民網、2021年）